# Феодора Лайнінгенська
Феодора Лайнінгенська (нім. Feodora zu Leiningen), повне ім'я Анна Феодора Авґуста Шарлотта Вільгельміна Лайнінгенська (нім. Anna Feodora Auguste Charlotte Wilhelmine zu Leiningen, 7 грудня 1807 — 23 вересня 1872) — німецька принцеса з дому Лайнінгенів, донька князя Лайнінгену Еміха Карла та принцеси Саксен-Кобург-Заальфельдської Вікторії, дружина князя Ернста I Гогенлое-Лангенбурзького.

## Біографія

### Ранні роки
Феодора народилася 7 грудня 1807 року в Аморбасі, який за рік перед тим відійшов до Великого герцогства Баденського. Вона була другою дитиною та єдиною донькою в родині медіатизованого князя Лайнінгену Еміха Карла та його другої дружини Вікторії Саксен-Кобург-Заальфельдської. Дівчинка мала старшого брата Карла. Мешкало сімейство у князівському палаці Лайнінгенів в Аморбаху, також мали у своєму віданні мисливський будинок ВальдЛайнінген в неоготичному стилі.

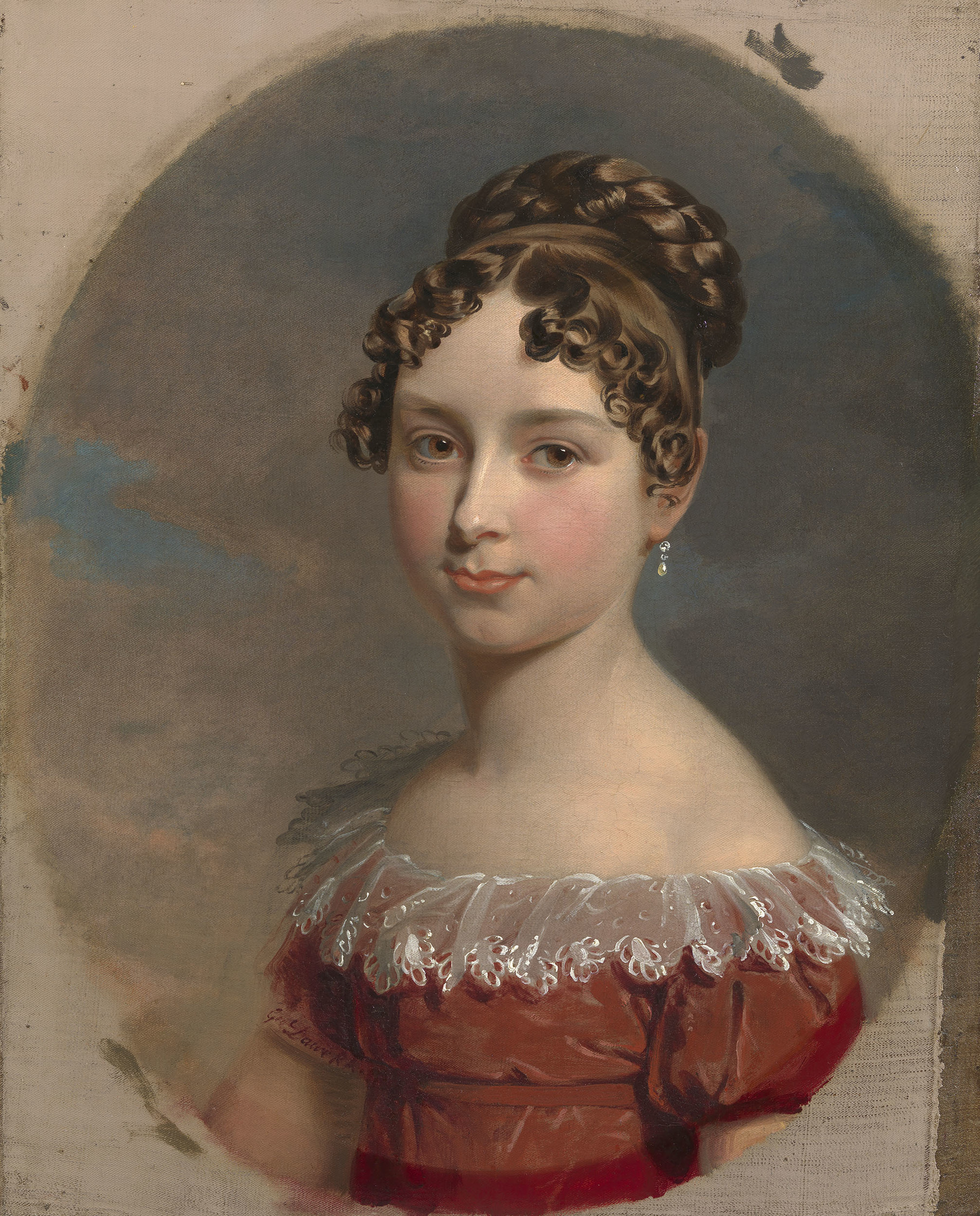
Портрет Феодори Лайнінгенської пензля Джорджа Доу, 1818

Родові землі Лайнінгенів знаходилися у Пфальці. У 1803 році вони були захоплені військами Наполеона, в якості компенсації дім отримав секуляризоване абатство Аморбах з прилеглими землями. Втім, у 1806 році новостворене князівство припинило своє існування в ході медіатизації, а його землі відійшли Бадену. Проте вже у 1810 році землі абатства були передані Баденом Великому герцогству Гессенському.
Влітку 1814 року Еміх Карл помер від пневмонії, Феодорі на той час було 6 років. Її брат став наступним князем Лайнінгенським. У тому ж році матір отримала шлюбну пропозицію від герцога Кентського, яку відхилила на підставі турботи про дітей та управління володіннями. У 1816 році Аморбах відійшов до Баварського королівства. А у 1818 році Едвард Кентський повторив свою пропозицію, яка цього разу була прийнята. Влітку 1818 року матір вийшла заміж вдруге. До 1819 року родина мешкала у садибі Талхайм у Ебербаху, оскільки життя в Німеччині було дешевшим. Коли матір завагітніла, було вирішено, що до народження дитини, яка в майбутньому успадкує британський престол, сімейство переїде до Англії. У квітні 1819 року сім'я прибула в Дувр. Наступного місяця народилася єдиноутробна сестра Феодори, Вікторія. Восени всі разом перебралися до котеджу в Сідмуті. Втім, вже у січні 1820 року вітчим помер від пневмонії, залишивши багато боргів. Надалі Вікторія з доньками та кількома іншими збіднілими членами монаршої родини мешкали у кількох кімнатах напівзруйнованого Кенсінгтонського палацу. У фінансовому плані вони отримували невелику матеріальну підтримку з Цивільного листа, основну частину бюджету мали з підтримки дядька Леопольда.
Відносини між сестрами були близькими. Феодора отримала освіту від приватних вчителів, також навчалася їзді верхи. Втім, життя в Кенсінгтоні їй не подобалося, згадуючи цей період життя в листі до Вікторії, вона називала його «найсумнішим», свідчачи, що не мала тоді жодної радісної думки.
У 17-річному віці вона палко закохалася в 30-річного Августа д'Есте, сина герцога Сассекського від першого шлюбу. Влітку та восени 1825 року вони таємно зустрічалися, плануючи спільне майбутнє. Проте, матір Феодори відмовила йому як «милому та гонористому». У жовтні 1826 Вікторія відправила доньку до бабусі Августи, аби та посприяла її одруженню.

### Шлюбне життя
У 20-річному віці Феодора взяла шлюб із 33-річним князем Ернстом Гогенлое-Лангенбурзьким, з яким бачилася до цього два рази. Його держава була також медіатизована та відійшла у 1806 році до Вюртембергу. Весілля відбулося 18 лютого 1828 року в Кенсінгтонському палаці. Планувалося, що вести наречену до вівтаря буде король Георг IV, але цю роль виконав герцог Кларенс. Після медового місяця подружжя оселилося в Баварії. Їхньою головною резиденцією став замок Лангенбург. Своїм шлюбом Феодора була задоволена, оскільки він дав їй змогу вирватися з гнітючої атмосфери старого британського палацу, яка супроводжувала її юність. 
У пари народилося шестеро дітей. Княгиня брала активну участь у благодійній діяльності, дбала про бідняків і покинутих дітей, відкрила для них кілька установ. Так, у лютому 1830 вони з чоловіком стали засновниками Дитячого центру для покинутих та бідних дітей, а у 1853 — Закладу захисту дітей та хворих. Була відома як дуже релігійна жінка. Підтримувала зв'язок зі своєю єдиноутробною сестрою та іншими родичами у Великій Британії. З Вікторією листувалася протягом всього життя. Під час візитів до Англії, кожен раз отримувала по 300 фунтів стерлінгів і брала участь в житті вищого суспільства.
Її чоловік часто хворів і помер навесні 1860 року. Феодора після цього переїхала на віллу Гогенлое в Баден-Бадені. Там її кілька разів навідувала сестра Вікторія. На початку 1872 року її молодша дочка померла від скарлатини. Сама княгиня пішла з життя за кілька місяців після неї, 23 вересня 1872 року в Баден-Бадені. Похована на головному цвинтарі Баден-Бадену.

## Кіновтілення
- У британському телесеріалі «Вікторія» 2016 року режисера Дейзі Гудвін роль Феодори виконує Кейт Флітвуд[5].

## Родина

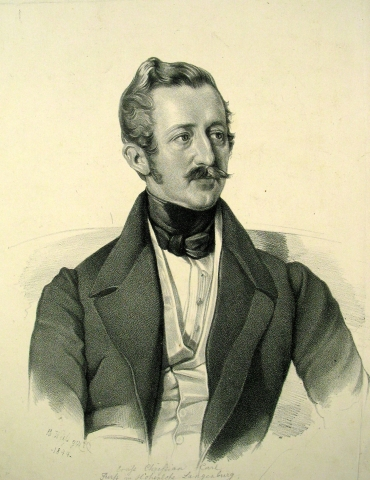
Ернст Гогенлое-Лангенбурзький

Чоловік — Ернст Гогенлое-Лангенбурзький
Діти:
- Карл Людвіґ (1829—1907) — князь Гогенлое-Лангенбургу 12—21 квітня 1860 року, після чого зрікся правління на користь молодшого брата, був морганатично одружений із Марією Гратволь, для якої було створено титул баронеси фон Бронн, мав із нею сина та двох доньок;
- Еліза Адельгейда (1830—1850) — померла у віці 19 років бездітною та неодруженою;
- Герман Ернст (1832—1913) — князь Гогенлое-Лангенбургу у 1860—1913 роках, був одружений з Леопольдіною Баденською, мав із нею сина та двох доньок;
- Віктор Франц (1833—1891) — граф Ґлейхен, адмірал британського флоту, був одружений із Лаурою Вільгельміною Сеймур, мав із нею чотирьох дітей;
- Адельгейда (1835—1900) — дружина номінального герцога Шлезвіг-Гольштейна Фрідріха VIII, мала із ним семеро дітей;
- Феодора Вікторія (1839—1972) — дружина герцога Саксен-Майнігенського Георга II, мала із ним трьох синів.